# Ferrières-Saint-Hilaire
Ferrières-Saint-Hilaire is een gemeente in het Franse departement Eure (regio Normandië) en telt 354 inwoners (1999). De plaats maakt deel uit van het arrondissement Bernay.

## Geografie
De oppervlakte van Ferrières-Saint-Hilaire bedraagt 9,8 km², de bevolkingsdichtheid is 36,1 inwoners per km².
De onderstaande kaart toont de ligging van Ferrières-Saint-Hilaire met de belangrijkste infrastructuur en aangrenzende gemeenten.

## Demografie
Onderstaande figuur toont het verloop van het inwonertal (bron: INSEE-tellingen).